# Los adioses
Los adioses (distribuïda internacionalment en anglès com The Eternal Feminine, "L'etern femení") és una pel·lícula mexicana de l'any 2018, dirigida per Natalia Beristáin, amb l'actuació de Karina Gidi, Tessa Ia, Daniel Giménez Cacho i Pedro de Tavira, sobre l'escriptora i diplomàtica mexicana Rosario Castellanos Figueroa, la seva postura política sobre el paper de la dona a Mèxic i la seva relació amb Ricardo Guerra Tejada. Es va estrenar el 24 d'agost d'aquest any, distribuïda per Cinépolis Distribución, i va rebre el Premi del Público a Llargmetratge de Ficció Mexicà i Esment Especial a Actriu de Llargmetratge Mexicà al XV Festival de Morelia (2017), el Premi del Públic al Festival del Nou Cinema Mexicà de Durango edició 2018 i el Premi Ariel del 2018 a la millor actuació femenina.

## Sinopsi
Amb continus flashbacks, la pel·lícula no és una biografia fílmica, sinó la versió lliure i personal de la directoratant de la joventut de Rosario Castellanos a Chiapas i en els seus anys d'estudiant a la Facultat de Filosofia i Lletres de la Universitat Nacional Autònoma de Mèxic com de la seva etapa adulta, i en tots dos casos ressalta la seva relació de parella (primer festeig, després matrimoni) amb Ricardo Guerra Tejada: les dificultats que ella va haver d'afrontar en una societat masclista, l'enveja d'ell cap al seu treball i cap al seu èxit, els sentiments contradictoris de l'escriptora respecte al seu gran interès per dedicar-se a escriure i el seu desig de ser mare. Tot en una època en la qual la societat no veia amb bons ulls que una dona fos independent i professional i tingués una carrera acadèmica.

### Títol de la pel·lícula
"Los adioses" és el nom d’un poema de Rosario Castellanos.

## Repartiment
- Karina Gidi com Rosario Castellanos adulta.
- Tessa Ia com Rosario Castellanos jove.
- Daniel Giménez Cacho com Ricardo Guerra Tejada adult.
- Pedro de Tavira com Ricardo Guerra Tejada jove.

## Reconeixements
LX edició dels Premis Ariel
- Ariel de Plata: Millor Actuació Femenina: Karina Gidi

Nominacions:
- Ariel de Plata: Millor Disseny d'Art: Carlos I. Jacques
- Millor Direcció: Natalia Beristáin
- Millor Actuació Masculina: Daniel Giménez Cacho
- Millor Fotografia: Dariela Ludlow
- Millor Coactuació Femenina: Tessa Ia

Festival del Nou Cinema Mexicà de Durango 2018
Premi de l'Audiència: Natalia Beristáin
Golden Trailer Awards 2018
Nominació:
- Millor Publicitat de Pel·lícula de Drama Estrangera:: Luxbox[9]

Festival Internacional de Cinema de Morelia 2017
- Premi de Competència per a Llargmetratge:
- Esment per a la Millor Actriu: Karina Gidi (guanyadora)
- Premi de l'Audiència: Natalia Beristáin (guanyadora)[10]